# Odonticium helgae
Odonticium helgae är en svampart som beskrevs av Hjortstam & Ryvarden 1986. Odonticium helgae ingår i släktet Odonticium, klassen Agaricomycetes, divisionen basidiesvampar och riket svampar.   Inga underarter finns listade i Catalogue of Life.